# Pointe de l'Ermitage
Ne doit pas être confondu avec Pointe de l'Ermitage (Vieux-Habitants).
La pointe de l'Ermitage est un cap de Guadeloupe situé à Bouillante en Basse-Terre.
Elle forme avec la pointe Marsolle qui lui fait face les anses de Bouillante et de Marsolle.

## Géographie

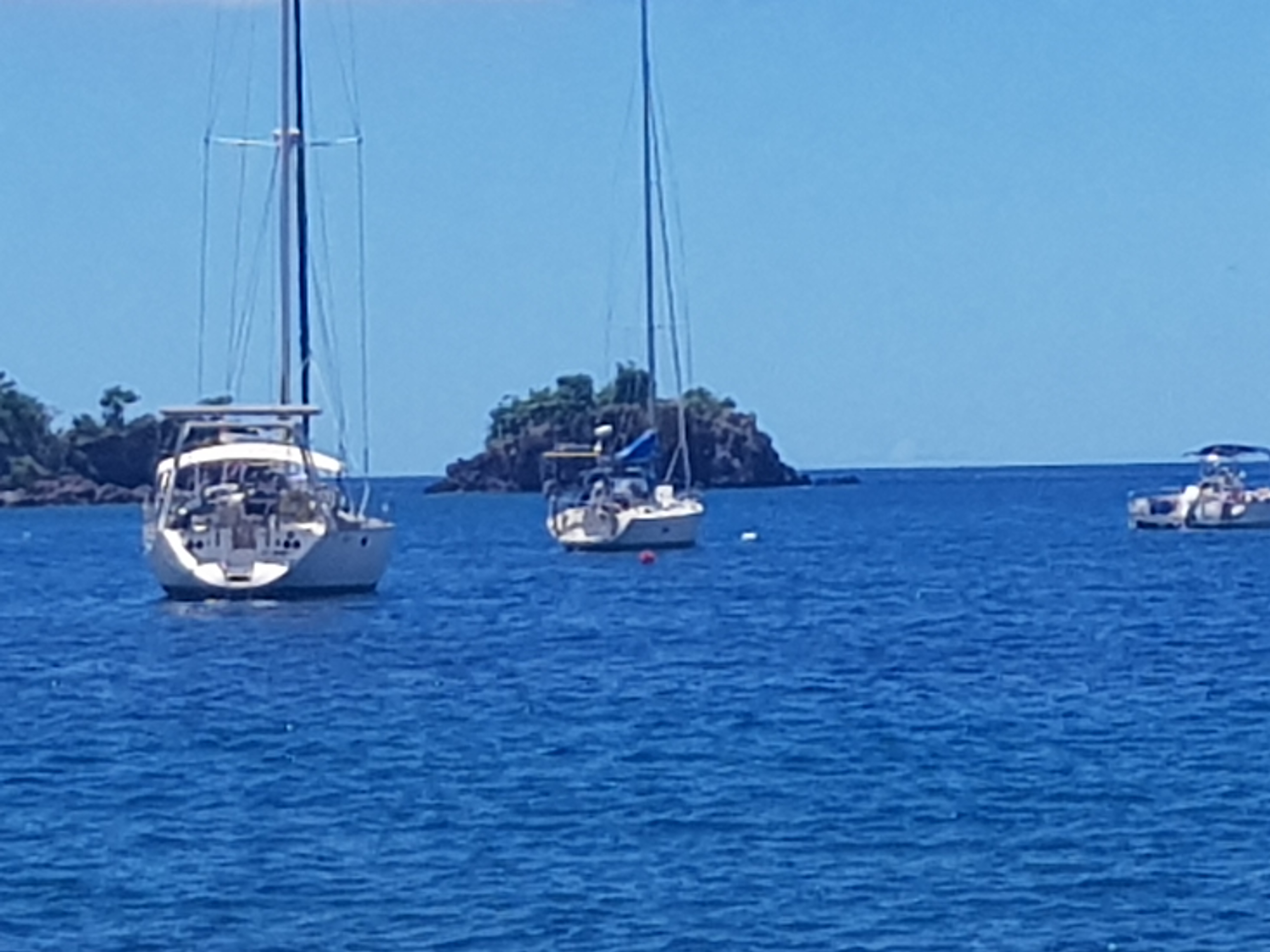
Le rocher de l'Ermitage à la pointe de l'Ermitage

Il marque l'extrémité de l'anse de Bouillante. L'Ermitage est le nom du rocher situé à la pointe. Sous le rocher existent des voûtes et cavernes qui lui ont données son nom car elles rappellent des cellules d'ermites d'après le père Labat,. 